# La Loi et la Pagaille
Pour plus de détails, voir Fiche technique et Distribution.
La Loi et la Pagaille (Law and Disorder) est un film américain réalisé par Ivan Passer, sorti en 1974.

## Fiche technique
- Titre original : Law and Disorder
- Titre français : La Loi et la Pagaille
- Réalisation : Ivan Passer
- Scénario : Ivan Passer et William Richert
- Photographie : Arthur J. Ornitz
- Montage : Anthony Potenza
- Musique : Angelo Badalamenti
- Pays de production : États-Unis
- Format : Couleurs - 1,85:1 - Mono
- Genre : comédie dramatique
- Durée : 101 minutes
- Date de sortie : 1974
- Affiche : Bill Gold (États-Unis)

## Distribution
- Carroll O'Connor : Willie
- Ernest Borgnine : Cy
- Ann Wedgeworth (en) : Sally
- Leslie Ackerman (en) : Karen
- Karen Black : Gloria
- Anita Dangler : Irene
- Jack Kehoe : Elliott
- David Spielberg : Bobby
- Joseph Ragno : Peter
- Pat Corley : Ken
- Lionel Pina : Chico
- William Richert : Sergent
- Allan Arbus : Dr Richter
- Michael Medwin
- Rudy Bond
- William Duell